# Bogdan Stancu
Bogdan Sorin Stancu (Pitești, 28 juni 1987) is een voormalig Roemeens voetballer.

## Carrière
Hij begon aan zijn voetbalcarrière bij FC Argeș Pitești. In 2005 mocht hij meespelen met de A-ploeg. In de tussen transferperiode werd hij verhuurd aan tweedeklasser CS Mioveni. Van 2006 tot en met 2008 speelde hij bij Unirea Urziceni. In 2008 werd hij verkocht aan topclub Steaua București. Hij speelde daar tot 2011 en maakte 32 doelpunten. In januari 2011 werd hij verkocht aan Galatasaray SK voor een bedrag van €5.6 miljoen. Vervolgens werd hij uitgeleend aan Orduspor, die hem daarna ook definitief kocht van Galatasaray SK. In 2013 tekende hij bij Gençlerbirliği SK.